# Њу Карлајл (Индијана)
Њу Карлајл (енгл. New Carlisle) град је у америчкој савезној држави Индијана.

## Демографија
По попису из 2010. године број становника је 1.861, што је 356 (23,7%) становника више него 2000. године.
| Група             | 2000.         | 2010.         |
| Белци             | 1.463 (97,2%) | 1.774 (95,3%) |
| Афроамериканци    | 7 (0,5%)      | 14 (0,8%)     |
| Азијати           | 1 (0,1%)      | 7 (0,4%)      |
| Хиспаноамериканци | 17 (1,1%)     | 24 (1,3%)     |
| Укупно            | 1.505         | 1.861         |